# Víctor Manuel García
Pour les articles homonymes, voir Víctor García et García.
Víctor Manuel García Valdéz, né à La Havane le 31 octobre 1897 et mort dans la même ville le 2 février 1969, est un peintre cubain.
Après avoir étudié à l'école des beaux-arts de La Havane, il fit un voyage en France en 1925, puis revint en 1929.
Plusieurs de ses œuvres, dont Gitana tropical (1929) et Paisaje con parejas (1943), se trouvent au Musée national des beaux-arts de Cuba.